# Conus sculletti
Conus sculletti é uma espécie de gastrópode do gênero Conus, pertencente a família Conidae.